# Torneo di Wimbledon 2015 - Doppio maschile per invito senior
Guy Forget e Cédric Pioline erano i campioni in carica del Torneo di Wimbledon 2014 - Doppio maschile per invito senior.
Il duo francese è stato sconfitto in finale dai nuovi campioni del torneo Jacco Eltingh e Paul Haarhuis con il punteggio di 6-4, 6-4.

## Tabellone

### Legenda
| - Q = Qualificato - WC = Wild card - LL = Lucky loser | - ALT = Alternate - SE = Special Exempt - PR = Protected Ranking | - w/o = Walkover - r = Ritirato - d = Squalificato |

### Finale
|  | Finale                      |                             |                             |   |   |  |
|  |                             |                             |                             |   |   |  |
|  | Jacco Eltingh Paul Haarhuis | Jacco Eltingh Paul Haarhuis | Jacco Eltingh Paul Haarhuis | 6 | 6 |  |
|  | Guy Forget Cédric Pioline   | Guy Forget Cédric Pioline   | Guy Forget Cédric Pioline   | 4 | 4 |  |

### Gruppo A
|    |                                | M Bahrami H Leconte | A Castle J Tarango | J Eltingh P Haarhuis | T Woodbridge M Woodforde | RR V-P | Set V-P | Game V-P | Posizione |
| A1 | Mansour Bahrami Henri Leconte  |                     | 3-6 7-5 [7-10]     | 4-6 5-7              | 3-6 6(3)–7               | 0-3    | 1-4     | 28-38    | 4         |
| A2 | Andrew Castle Jeff Tarango     | 6-3 5-7 [10-7]      |                    | 2-6 6(1)-7           | 4-6 7–6(5) [13-11]       | 2-1    | 4-4     | 32-35    | 2         |
| A3 | Jacco Eltingh Paul Haarhuis    | 6-4 7-5             | 6-2 7-6(1)         |                      | 7-5 6-4                  | 3-0    | 6-0     | 39-26    | 1         |
| A4 | Todd Woodbridge Mark Woodforde | 6-3 7–6(3)          | 6-4 6(5)–7 [11-13] | 5-7 4-6              |                          | 1-2    | 3-4     | 34-34    | 3         |

La classifica viene stilata in base ai seguenti criteri: 1) Numero di vittorie; 2) Numero di partite giocate; 3) Scontri diretti (in caso di due giocatori pari merito ); 4) Percentuale di set vinti o di games vinti (in caso di tre giocatori pari merito ); 5) Decisione della commissione.

### Gruppo B
|    |                                | J Bates C Wilkinson | G Forget C Pioline | R Leach P McEnroe | J Nyström M Pernfors | RR V-P | Set V-P | Game V-P | Posizione |
| B1 | Jeremy Bates Chris Wilkinson   |                     | 1-6 6-3 [10-4]     | 3-6 2-6           | 7-5 6-1              | 2-1    | 4-3     | 26-27    | 3         |
| B2 | Guy Forget Cédric Pioline      | 6-1 3-6 [4-10]      |                    | 6-3 6-2           | 6-3 6-3              | 2-1    | 5-2     | 33-19    | 1         |
| B3 | Richard Leach Patrick McEnroe  | 6-3 6-2             | 3-6 2-6            |                   | 6-2 7-5              | 2-1    | 4-2     | 30-24    | 2         |
| B4 | Joakim Nyström Mikael Pernfors | 5-7 1-6             | 3-6 3-6            | 2-6 5-7           |                      | 0-3    | 0-6     | 19-38    | 4         |

La classifica viene stilata in base ai seguenti criteri: 1) Numero di vittorie; 2) Numero di partite giocate; 3) Scontri diretti (in caso di due giocatori pari merito ); 4) Percentuale di set vinti o di games vinti (in caso di tre giocatori pari merito ); 5) Decisione della commissione.